# Ямбургское нефтегазоконденсатное месторождение
Ямбургское нефтегазоконденсатное месторождение (ЯНГКМ) — месторождение газа, газового конденсата и нефти. Открыто в 1969 году. Расположено в Заполярной части Западносибирской равнины, на Тазовском полуострове в субарктической зоне. Размеры — 170 на 50 километров. По административно-территориальному делению северная территория месторождения находится в Тазовском, а южная — в Надымском районе Ямало-Ненецкого автономного округа.
Лицензия на разработку ЯНГКМ принадлежит ООО «Газпром добыча Ямбург» — 100%-ному дочернему обществу ПАО «Газпром».
Ландшафт — тундровая слабовсхолмленная равнина с густой сетью рек, ручьёв, озёр, болот. Толщина вечной мерзлоты достигает 400 метров. Самый холодный месяц — январь со средней температурой −25 °C. Нередко температура опускается до отметки −55 °C и ниже. В 2006 году зарегистрирована температура в −63 °C. Промышленная газоносность установлена в сеноманских и неокомских отложениях.

## О происхождении названия
В XIX веке экспедиция ученого Ю. И. Кушелевского прибыла на эти земли, чтобы установить границы средневекового городища — Мангазеи «златокипящей», существовавшей на реке Таз в XVII веке. Экспедиция прибыла на Крайний Север империи на шхуне под названием «Таз». Руководитель похода был родом из города Ямбурга Санкт-Петербургской губернии.
Во время плавания ученый составлял карту Тазовского полуострова. Предполагается, что название мыса Юмбор, («морошковые кочки») напомнило ему имя родного города. Так один из треугольных участков суши, проникавших в Тазовскую губу, получил название Ямбурга. В советские времена на мысу появилась фактория Ямбург.
На месте нынешнего вахтового поселка Ямбург исследователь оставил белое пятно. «Терра инкогнита» — неизвестная земля. Предполагается, что в честь фактории и была названа Ямбургская площадь, а позднее и Ямбургское месторождение.
Есть другая топонимическая версия, согласно которой территория, на которой расположено месторождение, первоначально именовалась Ямпур — Серое болото. Потом его переименовали в Ямбург.

## История
Открытие Ямбургского и других месторождений геологи подготовили на самом «пике» Великой Отечественной войны. В 1943 году первые их группы разбивали палатки в районе рек Таз, Пур, Мессояха.
В 1959 году нефтегазовые поисковые работы на территории Тазовского района возобновились. В 1961 году на месте нынешнего поселка Газ-Сале высадились геологоразведчики и приступили к бурению скважины № 1. Проходку вела бригада мастера Н. И. Рындина. 27 сентября 1962 года «ударил» газ. Через год была образована Тазовская нефтеразведочная экспедиция с местом базирования в Новой Мангазее. Начальником экспедиции был назначен В. Т. Подшибякин, главным геологом Г. П. Быстров. 30 ноября 1963 года был получен газ на второй скважине. Бурение вёл коллектив мастера Н. И. Рындина. Так было открыто Тазовское месторождение. 18 октября 1965 года экспедицией было открыто Заполярное нефтегазоконденсатное месторождение. 1960—1970 годы ознаменовались для экспедиции целой серией крупных открытий, в этом ряду самые крупные — Уренгойское и Ямбургское.
В сезон 1965—1966 годов были подготовлены верхнемеловые залежи Ямбургской площади к разведочному бурению.
В 1968 году на этот участок высадился десант геофизиков под руководством Леонида Кабаева, в будущем лауреата Ленинской премии. Следом пришли проходчики недр Тазовской нефтеразведочной экспедиции. Запасы предполагались огромные.
В своих воспоминаниях геолог Ф. К. Салманов рассказывает, как находили Ямбургское месторождение: «В конце апреля 1969 года было решено доставить буровую установку с Тазовской на Ямбургскую площадь. Весь май шёл завоз оборудования и материалов. В июле бригада Анатолия Гребенкина закончила монтаж и тут же бригада бурового мастера В. В. Романова начала отсчет первых метров проходки Ямбургской скважины. 13 августа достигли проектной глубины и при испытании скважина дала мощный фонтан газа. Окрыленный успехом, Романов пошёл на его оконтуривание по крыльям залежи на восток. И ещё несколько скважин попали в контур».
В 1972 году бригада бурового мастера В. В. Полупанова завершила проходку глубокой скважины на Ямбургской площади. Испытание было поручено специально сформированной бригаде, возглавил которую мастер Алексей Мыльцев.

## Запасы
Месторождение относится к распределённому фонду недр. Промышленная газоносность установлена в сеноманских и неокомских отложениях. Общие геологические запасы оцениваются 8,2 трлн м³ природного газа. По состоянию на апрель 2009 г., остаточные геологические запасы составляли 4,2 трлн м³ природного газа и 42,31 % от общих геологических запасов Ямбургского месторождения.
Месторождение относится к классу супергигантских. По данным ООО «Газпром добыча Ямбург», Ямбургское месторождение занимает пятое место в мире по объему начальных разведанных запасов — 6,9 трлн м³ газа(после месторождений Северное/Южный Парс (Катар/Иран), Уренгойское, Хайнесвилл (США) и Галкыныш (Туркмения)).
В пределах месторождения выявлены 2 газовые, 18 газоконденсатных, 2 газоконденсатонефтяные и 2 нефтяные залежи пластово-сводового, массивного и литологически экранированного типов. Коллектором служат песчаники с линзовидными прослоями глин и известняков.

## Разработка
Разработка месторождения начата в 1980 году (см. Ямбург). Добыча углеводородов на месторождении начата в 1986 году.
Объем добычи в 2007 году составил — 123,7 млрд м³ природного газа.
За период с 1986 по 2012 годы ООО «Газпром добыча Ямбург» добыло на Ямбургском нефтегазоконденсатном месторождении более 4 трлн м³ природного газа и около 18 млн т газового конденсата.
В октябре 2014 года накопленная добыча природного газа на месторождении достигла 5 трлн м³, в июне 2021 года — 6 трлн м³

## Значение для развития технологий
На Ямбургском месторождении впервые была использована централизованная система обустройства, когда вместо трёх установок комплексной подготовки газа используются одна УКПГ и две установки предварительной подготовки газа (УППГ). Это позволило сэкономить значительные средства и ускорить ввод месторождения в эксплуатацию.
Впервые в практике газовой отрасли в больших масштабах было использовано наклонно-направленное бурение. По словам П. Г. Григорьева, директора института ТюменНИИгипрогаз, осуществлявшего проектирование, «Ямбург переломил сознание».
В 1986 году на Ямбургском месторождении была запущена первая УКПГ-2, обрабатывающая сеноманский газ методом абсорбционной осушки.

## Современное состояние
Подготовка газа к транспортировке осуществляется на 9 установках комплексной подготовки газа (УКПГ) (1-7, 9 и 1В) и на 5 установках предварительной подготовки газа (УППГ) (ППГ ГП-1 (бывшая УППГ-8), 4А, 10, 2В, 3В).
Ближайшая перспектива месторождения — освоение его периферийных участков. Добыча на Анерьяхинской площади началась в 2004 году, в январе 2005 года Анерьяхинская площадь была выведена на проектную мощность (10 млрд кубометров в год).
В начале декабря 2006 года в магистральный газопровод был подан первый товарный газ с установки комплексной подготовки газа (УКПГ-9) Харвутинской площади ЯНГКМ. В 2007 году пущена в эксплуатацию установка предварительной подготовки газа (УППГ-10), за счет этого к 2008 году планируется достичь на Харвутинском комплексе ежегодной добычи в 25 млрд м³ газа.
Инфраструктура Ямбурга в перспективе будет использована для подготовки газа расположенных рядом месторождений.